# Пи Джей Проби
Пи Джей Проби (англ. P. J. Proby, настоящее имя — англ. James Marcus Smith; род. 6 ноября 1938 года в Хьюстоне, штат Техас) — американский певец, музыкант, автор песен и актёр. Проби, как отмечает Allmusic, не имел успеха у себя на родине, но в Англии в середине 1960-х годов стал настоящей поп-звездой, не в последнюю очередь благодаря экспрессивности сценических выступлений. В 1964—1965 годах четыре сингла Пи Джей Проби входили в первую десятку UK Singles Chart; наивысший результат здесь (третье место) имел «Hold Me» (1964).

## Биография
Джеймс Маркус Смит родился и вырос в Техасе; первое время он слушал в основном кантри и госпел, но затем переключился на рокабилли, во многом благодаря влиянию сестры, о которой известно, что она встречалась с юным Элвисом Пресли.
Начав карьеру на актерском поприще (под псевдонимом Джетт Пауэрс он сыграл несколько эпизодических ролей в Голливуде), Смит затем начал писать собственные песни и в 1959 году получил контракт с Liberty Records — при посредстве Шэрон Шили (автора песен, близкой подруги Эдди Кокрана), которая и придумала для своего протеже псевдоним P.J. Proby.
В 1963 году Проби отправился в Англию, где появился на телевидении с The Beatles (1964). Почти сразу же здесь вышли один за другим самые известные его синглы: «Hold Me» (поднявшийся до #3), «Together» (#8 UK, здесь ему аккомпанировал тогда ещё малоизвестный сессионный музыкант Джимми Пэйдж), «Somewhere» (#6), «I Apologise» (1965, UK #11), «Mission Bell» (1965, #3 Австралия), «Let The Water Run Down» (1965, UK #19), «That Means a Lot» (1965, UK #30) и «Maria» (1965, UK #8). В США умеренный успех имел лишь его сингл «Niki Hoeky», вошедший в первую тридцатку Billboard Hot 100. В 1968 году, снова в Англии, Проби записал альбом Three Week Hero, сборник кантри-блюзовых баллад, в котором ему аккомпанировали The New Yardbirds, группа, вскоре превратившаяся в Led Zeppelin.
В начале 70-х годов Проби стал известен на лондонской театральной сцене (рок-мюзикле по мотивам «Отелло» под названием «Catch My Soul», главная роль в «Elvis — The Musical», позже, в 90-х годах — в трибьюте Рою Орбисону «Only the Lonely»).
В дальнейшем Проби много выступал в ночных клубах и кабаре, но как записывающийся артист лишь эпизодически оказывался в фокусе внимания: сначала в 1978 году, когда с голландской группой Focus записал совместный альбом Focus con Proby, затем с альбомом Thanks, записанным в Англии. В 1996 году до #56 в Британии поднялся номер «Yesterday Has Gone», в дуэте с Марком Алмондом. В конце 1990-х годов Проби гастролировал с The Who в постановке Quadrophenia, где играл роль Крестного отца, а в 1997 году попытался (безуспешно) вернуться в чарты с альбомом Legend, выпущенным EMI.
В 2008 году в честью 70-летнего юбилея певца компания EMI выпустила сборник The Best of PJ Proby, The EMI Years 1961—1972.

## Дискография

### Альбомы
- I Am P. J. Proby (1964) — UK #16
- P. J. Proby (1965)
- P. J. Proby In Town (1965)
- Enigma (1966)
- Phenomenon (1967)
- Believe It or Not (1968)
- Three Week Hero (1969)
- California License (1970)
- I’m Yours (1972)
- Focus con Proby (1978)
- The Hero (1981)
- Clown Shoes (1987)
- Thanks (1991)
- The Savoy Sessio (1995) (сборник)
- Legend (1996)
- Memories (2003)
- Sentimental Journeys (2003)
- Wanted (2003)
- 20th Century Hits (2005)
- Best Of The EMI Years 1961—1972 (2008 CD)

### Синглы
- «Hold Me» (1964) — UK # 3
- «Together» (1964) — UK # 8
- «Somewhere» (1964) — UK # 6
- «I Apologise» (1965) — UK # 11
- «Mission Bell» (1965) — Australia # 3
- «Let The Water Run Down» (1965) — UK # 19
- «That Means a Lot» (1965) — UK # 30
- «Maria» (1965) — UK # 8
- «You’ve Come Back» (1966) — UK #5
- «To Make A Big Man Cry» (1966) — UK # 34
- «I Can’t Make It Alone» (1966) — UK # 37
- «It’s Your Day Today» (1968) — UK # 32
- «The Day That Lorraine Came Down» (1968)
- «Hanging From Your Loving Tree» (1969)
- «We’ll Meet Again» (1972)
- «Stage Of Fools» (1990) — (J’Ace Records)
- «Yesterday Has Gone» (1996) — UK # 58 (P. J. Proby and Marc Almond featuring the My Life Story Orchestra)
- «Love Me Tender» (2004)
- «Oh My Papa» (2004)
- «The Bells Of Christmas Day» (2008)